# Sandby Sogn (Næstved Kommune)
Sandby Sogn 
ist eine Kirchspielsgemeinde (dän.: Sogn)
auf der Insel Sjælland im südlichen Dänemark.
Bis 1970 gehörte sie zur Harde Tybjerg Herred im damaligen Præstø Amt, danach zur Suså Kommune im Storstrøms Amt, die im Zuge der  Kommunalreform zum 1. Januar 2007 in der Næstved Kommune in der Region Sjælland aufgegangen ist.
Im Kirchspiel leben 488 Einwohner (Stand: 1. Januar 2023).
Im Kirchspiel liegt die Kirche „Sandby Kirke“.
Nachbargemeinden sind im Südosten Tybjerg Sogn, im Süden Herlufmagle Sogn und im Westen Glumsø Sogn, Tyvelse Sogn und Vrangstrup Sogn, ferner in der nördlich benachbarten Ringsted Kommune Vetterslev Sogn.